# Nicéforo Focas el Viejo
Nicéforo Focas (en griego: Νικηφόρος Φωκᾶς, Nikēphoros Phōkas; fallecido en 895/6 o ca. 900), usualmente llamado el Viejo para distinguirlo de su nieto, el emperador Nicéforo II Focas, fue uno de los más importantes generales bizantinos de finales del siglo IX , y el primer miembro importante de la familia Focas. De joven fue llevado al séquito personal del emperador Basilio I el Macedonio, subiendo rápidamente a los puestos de protostrator y luego gobernador de Carsiano, desde donde luchó exitosamente contra los árabes. Alrededor de 886 lideró una expedición importante en el sur de Italia, donde sus victorias sentaron las bases para el resurgimiento bizantino en la península.
Después de su regreso, fue ascendido al puesto de Doméstico de las escolas, o comandante en jefe del ejército. Dirigió con éxito campañas militares contra los árabes en el este y los búlgaros del zar Simeón en los Balcanes. Los contemporáneos e historiadores posteriores lo elogiaron por su capacidad militar y su carácter. Sus dos hijos después lo sucedieron como doméstico de las escolas. Sus nietos Nicéforo y León fueron igualmente distinguidos, ya que el primero se convirtió en emperador en 963-969, encabezando la recuperación de varias provincias perdidas ante los árabes.

## Juventud y comienzos
Nicéforo era hijo de un hombre llamado Focas, fundador de la dinastía que llevó su nombre, que era oriundo de Capadocia. Focas había atraído la atención del emperador Basilio I (867-886), posiblemente en torno al 872, y obtenido el grado de tourmarches. Por la misma época el joven Nicéforo, marchó a la corte a ingresar en el séquito imperial; al poco pasó a formar parte de la guardia de manglabitas. Posiblemente participó en la campaña de Basilio del 873 contra Samósata.
Antes del 878, ascendió al grado de protostrator y fue recibido por el emperador en el palacio de este, situado cerca de la iglesia de Santa Tecla. Finalmente fue nombrado strategos (gobernador militar) del thema de Carsiano; según los discípulos de Jorge el Monje, infligió varias derrotas a los abasíes.

## Mando en Italia meridional

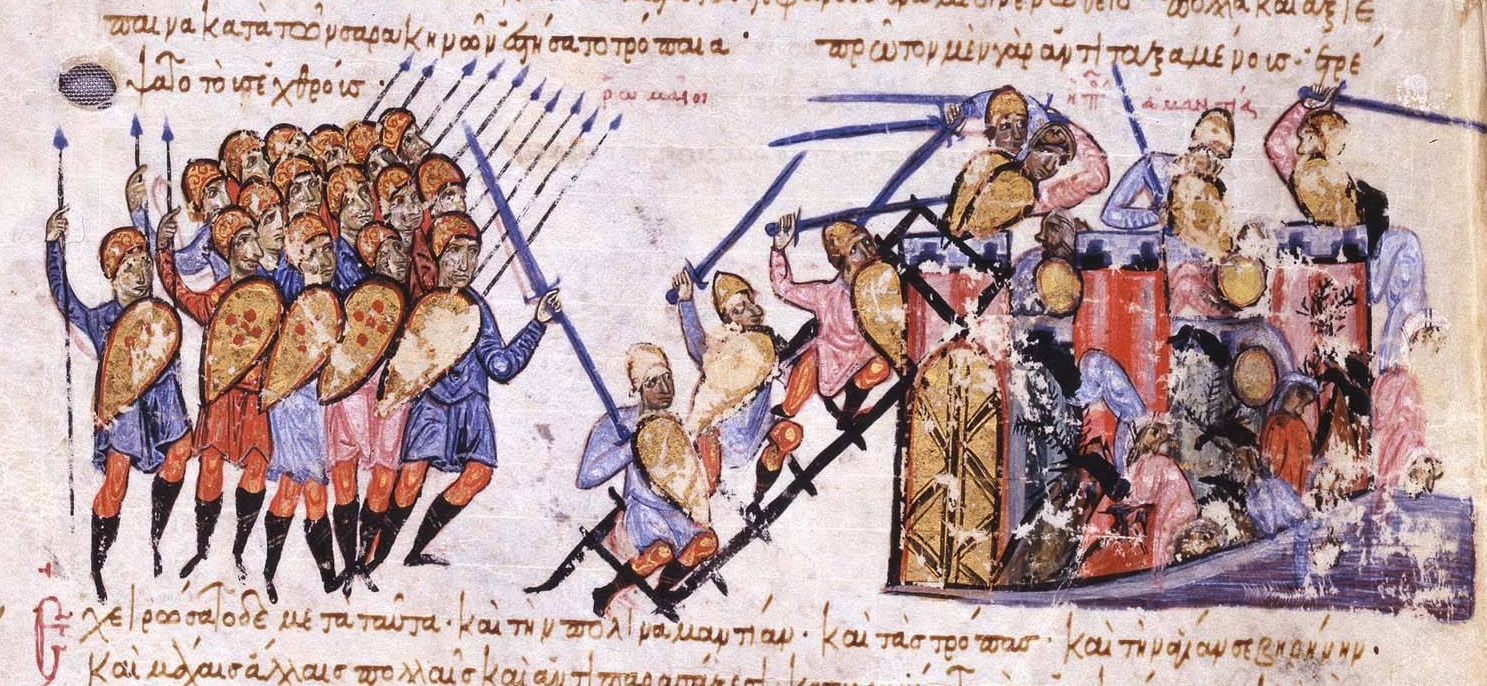
Soldados bizantinos de Nicéforo Focas conquistan Amantea, en Italia. Miniatura del Skylitzes Matritensis

Nicéforo siguió al frente de las tropas de Carsiano hasta que se lo nombró monoestratego en el 885 contra los árabes de la Italia meridional en sustitución de Esteban Majencio, al que estos habían vencido. Es probable, sin embargo, que se lo enviase a Italia antes al frente de un destacamento de soldados de su provincia asiática; la Continuación de Teófanes indica efectivamente que Esteban Majencio tenía tropas de Carsiano a sus órdenes. El puesto suponía mandar las fuerzas militares de varios themas occidentales (Tracia, Macedonia, Cefalonia, Lombardía y Calabria), pero Nicéforo recibió también refuerzos de otros de Asia Menor y un contingente pauliciano. Siguió al frente del ejército en Italia hasta que fue llamado a la capital tras la entronización de León VI el Sabio, a finales del 886. Shaun Tougher afirma, por el contrario, que fue enviado a Italia precisamente entonces y no antes, porque León presume de haber sido él quien envió a Nicéforo a Italia, y afirma no haberlo convocado a Constantinopla hasta el 887.
El imperio había abandonado los asuntos del sur de Italia durante casi un siglo, hasta la llegada al trono de Basilio: a partir del 868, los bizantinos emplearon tanto la diplomacia y la flota para evitar las incursiones sarracenas en el mar Adriático, reconquistar Dalmacia y extender la autoridad bizantina por Italia. Los bizantinos arrebataron Otranto a los sarracenos en el 873 y Bari en el 876. Según las fuentes bizantinas, recuperó muchas ciudades italianas, entre ellos Tarento, Bari, Santa Severina, Regio, Taormina, Tropai y Amantea, que los árabes habían conquistado en los años anteriores y que Esteban Majencio había sido incapaz de reconquistar. Según la continuación de Juan el Monje, estaba asediando Amantea cuando se enteró de la muerte de Basilio y la convocatoria de León VI; Nicéforo lo ocultó hasta que capituló la guarnición árabe a cambio de poder retirarse. Reforzó la autoridad imperial asentando en la península colonos armenios y mil libertos cedidos por la antigua benefactora del difunto Basilio, la viuda Danielis. El historiador del siglo XI Juan Escilitzes afirma que también acabó con la tradición de los soldados que regresaban al este de llevarse consigo italianos para venderlos como esclavos en oriente. Los italianos, agradecidos por la medida, le dedicaron una iglesia. Para cuando partió a Constantinopla, había sometido la mayor parte de Apulia y Calabria. Sus victorias y las de sus sucesores en el cargo permitieron que resurgiese el poderío bizantino en la región, que se plasmó en la creación del thema de Lombardía en  torno al 892. Las regiones de Apulia, Calabria y Basilicata siguieron en poder de Bizancio hasta el XI.

## Doméstico de las escolas y guerra con Bulgaria
Sus victorias en Italia hicieron que se lo recibiese con honores en la capital, pero no vuelve a aparecer en las fuentes durante varios años, hasta el estallido de la guerra con Bulgaria en el 894. En ese período ascendió al grado de patricio y obtuvo el puesto de doméstico de las escolas, (jefe del Ejército), tras el fallecimiento de quien lo ostentaba hasta entonces, Andrés el Escita.

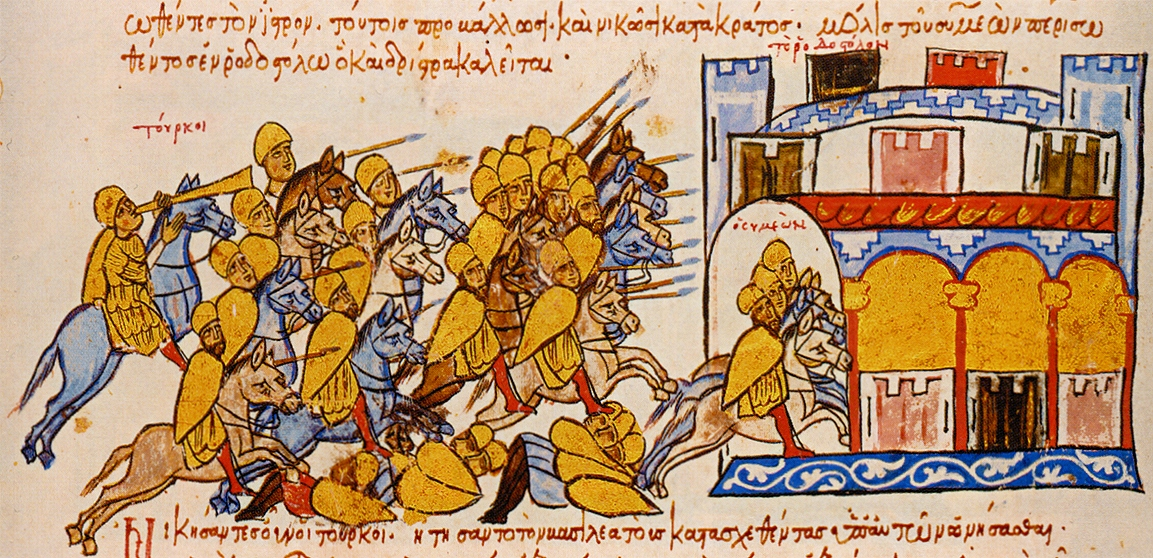
Los magiares persiguen a Simeón hasta Doristolo, miniatura del Skylitzes Matritensis

En el 895, marchó contra los búlgaros al mando de un gran ejército. Se ignora si llegó a entrar en combate contra ellos ya que el zar Simeón hubo de solicitar una tregua ante la invasión de su territorio por los magiares —azuzados por los bizantinos— y el hostigamiento de la Armada enemiga.
Fue la última campaña conocida de Nicéforo Focas, y según Simón Metafraste indica que falleció en el 895/6. Se cree que su muerte animó al zar Simeón a reanudar la guerra, en la que venció contundantemente al siguiente doméstico, León Katakalo. La continuación de Teófanes presenta una historia diferente: la caída en desgracia de Nicéforo y la pérdida de su cargo tras negarse a aliarse con el principal ministro del emperador, Estiliano Zautzes mediante matrimonio. Tras un período sin cargos, se lo nombró strategos de Carsiano o de Tracia; pasó sus últimos años combatiendo a los árabes, hasta su muerte en torno al 900. La Tactica de León VI y las De velitatione mencionan una victoriosa incursión de Nicéforo en la Cilicia árabe, operación de castigo por un asalto previo a Mistea en el Thema Anatólico. Mandó a los estrategos de los tehemas anatólico y opsiciano para repeler una correría árabe; en represalia, taló Cilicia, llegó hasta Adana, hizo abundantes cautivos y despistó al enemigo volviendo al imperio por un camino distinto del que había empleado para entrar en Cilis, burlando así al ejército que pretendía cortarle la retirada. Esta incursión debió realizarse antes de la guerra búlgara o justo al concluir esta.
La mayoría de los historiadores modernos dudan de la versión de la continuación de Teófanes, pues creen improbable que un doméstico de las escolas fuese degradado a un cargo inferior de estratego provincial.

## Familia y valoración

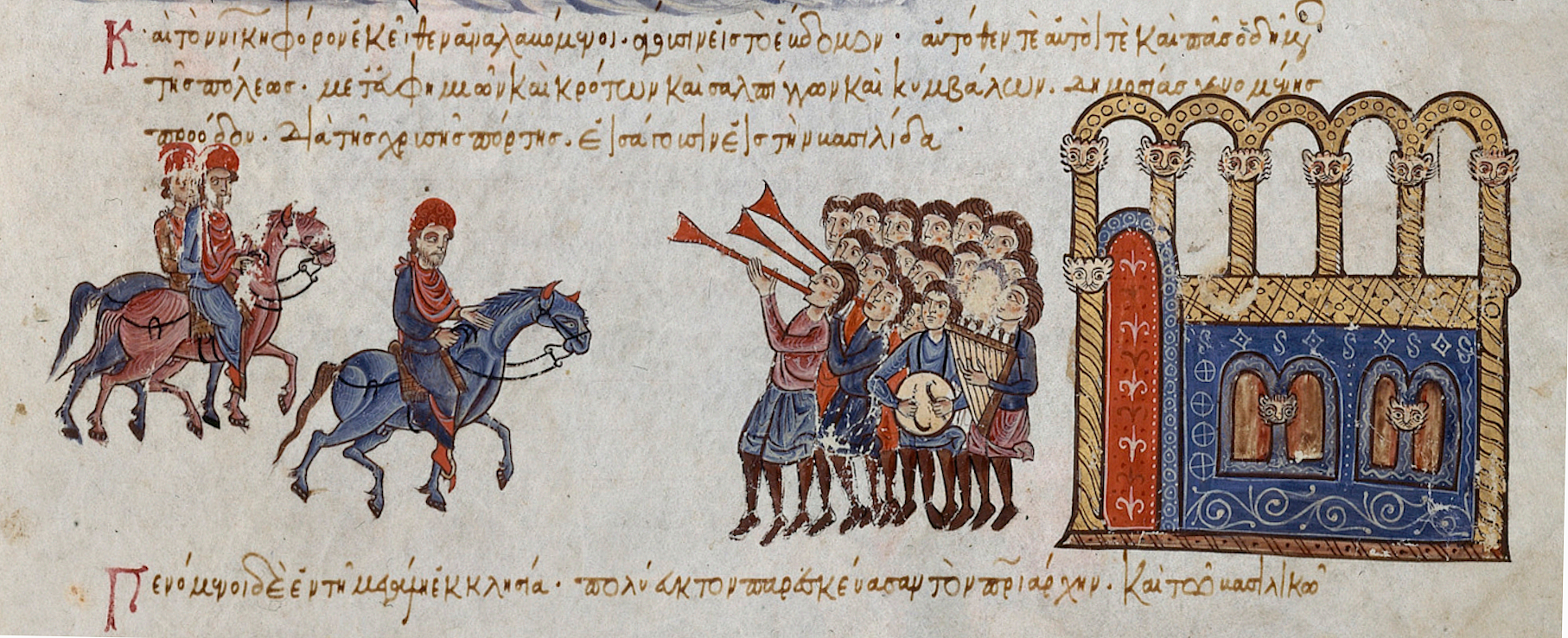
Nicéforo II, ya emperador, entra en Constantinopla por la puerta de Oro, en el 963

Nicéforo Focas fue un militar capaz; León VI ensalza su talento marcial en su Tactica, y se le atribuye la invención de un arma contra la caballería, que se supone creó durante su campaña contra los búlgaros: la estaca afilada clavada en el suelo. Juan Escilitzes dice de él que era un hombre prudente y valeroso, piadoso para con Dios y justo con los hombres.
Fue padre de Bardas Focas el Viejo y de León Focas el Viejo, los dos domésticos de las escolas. También alcanzaron este cargo sus nietos, hijos de Bardas, Nicéforo (el emperador Nicéforo II, [963-969]) y León Focas el Joven. Estos dos nietos de Nicéforo infligieron graves derrotas a los árabes; Nicéforo II recuperó Creta, Chipre, Cilicia y Antioquía.